# (31714) 1999 JP54
1999 JP54 (asteroide 31714) é um asteroide da cintura principal. Possui uma excentricidade de 0.08933270 e uma inclinação de 8.37861º.
Este asteroide foi descoberto no dia 10 de maio de 1999 por LINEAR em Socorro.